# Il barone dell'Arizona
Il barone dell'Arizona (The Baron of Arizona) è un film del 1950 diretto da Samuel Fuller.
La vicenda del film è ispirata alla figura di James Addison Reavis, un impostore che nel XIX secolo si autoproclamò barone dell'Arizona.